# Eversmannia
Eversmannia es un género de plantas con flores con seis especies perteneciente a la familia Fabaceae. Comprende 6 especies descritas y de estas, solo 4 aceptadas. Se encuentra en Eurasia.

## Descripción
Son arbustos espinosos. Hojas imparipinnadas. La inflorescencia en racimos axilares, con muchas flores. Flores poco pediceladas. Cáliz acampanado-tubular; dientes 5, lanceoladas.  Leguminosas ampliamente lineales comprimidas y curvas, coriáceas, glabras.

## Taxonomía
El género fue descrito por Alexander von Bunge y publicado en Reise Steppen Sudl. Russlands 2: 267. 1838.

## Especies aceptadas
A continuación se brinda un listado de las especies del género Eversmannia aceptadas hasta abril de 2013, ordenadas alfabéticamente. Para cada una se indica el nombre binomial seguido del autor, abreviado según las convenciones y usos:
- Eversmannia botschantzevii Sarkisova
- Eversmannia sarytavica S.A.Sarkisova
- Eversmannia sogdiana Ovcz.
- Eversmannia subspinosa (DC.) B.Fedtsch.